# Tirà d'antifaç
El tirà d'antifaç (Tyrannus niveigularis) és una espècie d'ocell de la família dels tirànids (Tyrannidae) que habita zones àrides de les terres properes al Pacífic del sud-oest de Colòmbia, oest de l'Equador, i nord-oest del Perú.